# إدوارد إم. غروز
إدوارد إم. غروز (بالبولندية: Edward Michael Grosz؛ بالإنجليزية: Edward Michael Grosz) هو كاهن كاثوليكي بولندي وأمريكي، ولد في 16 فبراير 1945 في بوفالو في الولايات المتحدة.